# Ponik (Bałtów)
Ponik – część wsi Bałtów w Polsce, położona w województwie świętokrzyskim, w powiecie ostrowieckim, w gminie Bałtów.
W latach 1975–1998 Ponik administracyjnie należał do województwa kieleckiego.
Wierni Kościoła rzymskokatolickiego należą do parafii Matki Bożej Bolesnej w Bałtowie.